# Bibliotek.dk

bibliotek.dk giver borgerne et samlet overblik over materialer på de offentlige danske biblioteker – og mulighed for at bestille til afhentning på eget bibliotek. Sitet håndterer 1,5 millioner bestillinger om året (2017). Den underliggende database rummer pr. august 2018 13.955.897 poster og opdateres dagligt.

bibliotek.dk udvikles og drives af  DBC A/S for Kulturministeriet og finansieres af den danske stat ved finanslovsbevilling.

## Indhold i basen
bibliotek.dk-basen er de danske bibliotekers nationalkatalog på nettet – med bibliografiske poster for materialer, der er udgivet i Danmark eller findes på de offentlige danske biblioteker, dvs. folkebiblioteker,  universitetsbiblioteker, Det Kongelige Bibliotek og mange  fag- og uddannelsesbiblioteker.
bibliotek.dk omfatter blandt andet registreringer af:
- materialer på danske folkebiblioteker og forskningsbiblioteker: bøger, tidsskrifter, aviser, musik, noder, video, cd-rom, lydbøger og materialer på nettet (e-bøger, tekster, musik, film, noder etc.)
- bøger, tidsskrifter og aviser, udkommet i Danmark siden 1970 – og langt de fleste bøger tilbage til 1482
- større artikler i aviser og tidsskrifter fra 1945
- anmeldelser i aviser og tidsskrifter fra 1949.

## Historie
Kulturminister Elsebeth Gerner Nielsen præsenterede i oktober 1998 en vision om elektronisk adgang for alle borgere til de danske biblioteker. I samarbejde med Biblioteksstyrelsen (i dag Slots- og Kulturstyrelsen) gik DBC i gang med at udvikle bibliotek.dk som et ’Danbib for alle’, hvor de biblioteksprofessionelles base Danbib skulle gøres tilgængelig for almindelige brugere via internettet.
I biblioteksloven fra år 2000 hedder det, at ”Staten bidrager til, at den nationale fælles bibliotekskatalog i videst muligt omfang stilles til rådighed for enhver ved adgang via internet” (§ 16 stk. 2).
Første version af bibliotek.dk gik i luften 31. oktober 2000. I januar 2003 rundede antallet af bestillinger en million, og den store interesse for at låne materialer på tværs af landet fik samme år Biblioteksstyrelsen til at starte en kørselsordning mellem bibliotekerne.
Lige som omfanget af databasen er vokset, er også funktionaliteten på sitet udbygget væsentligt siden første version. For eksempel er tilføjet link til anmeldelser, visning af forsider, særlige søgesider til artikler, musik mv. samt mulighed for at blive inspireret af, hvad andre har lånt, og sitet er blevet tilpasset til brug på mobiltelefon og tablet. Seneste større ændring blev lanceret i november 2013 med nyt design samt ændring af hele det underliggende setup til serviceorienteret arkitektur.